# Hippolyte Hostein (fils)
Pour les articles homonymes, voir Hostein.
Ne doit pas être confondu avec Hippolyte Hostein.
Hypolite Hostein, né le 19 mars 1846 à Paris et mort le 24 septembre 1900 dans sa ville natale, est un chef d'entreprise français.

## Biographie
Né le 19 mars 1846 au no 160 de la rue du Faubourg-Saint-Martin, dans l'ancien 5e arrondissement de Paris, Emmanuel-Antony-Hypolite Hostein est le fils de Caroline-Laurence Chapot et de Louis-Jules-Jean-Baptiste-Hyppolite Hostein, homme de lettres et directeur de théâtre. Il est le filleul d'Alexandre Dumas.
Entré à l’École navale en 1862, Hypolite Hostein sert pendant près de six ans dans la Marine et obtient le grade d'enseigne de vaisseau ainsi qu'une médaille après l'expédition du Mexique. Il est également nommé chevalier de l'ordre ottoman du Médjidié en 1869. Démissionnaire en avril 1870, il reprend les armes peu de temps après en intégrant la Garde nationale de la Seine lors de la Guerre franco-allemande. Promu capitaine, il rejoint l'armée de Versailles pendant la campagne contre la Commune (1871). Définitivement retiré de l'armée d'active après ce dernier conflit, il sert à partir de 1876 dans l'infanterie de l'armée territoriale, où il accède au grade de chef de bataillon en 1890. Ces services lui valent d'être nommé chevalier (1885) puis officier (1897) de la Légion d'honneur.
Représentant de commerce dans les années 1870, Hypolite Hostein devient ensuite le propriétaire d'une entreprise de location de voitures attelées. Située au no 49 de la rue de la Chapelle, elle fournit notamment les magasins du Printemps et plusieurs grands journaux à partir du milieu des années 1880. Transformés en société anonyme au capital de 2 800 000 francs en 1899, les établissements Hostein seront déclarés en faillite en 1906.
Lors des élections législatives de 1893, Hostein se présente dans la 3e circonscription du 18e arrondissement, où se trouve son entreprise. Candidat républicain modéré, il défend cependant un programme contenant des mesures nationalistes et désapprouvant les politiques anticléricales. Arrivé en seconde position au premier tour, Hostein est battu au second tour par le socialiste Aimé Lavy.
Déjà directeur du journal russophile Le Nord, Hostein achète en septembre 1896 le quotidien La France. Il en assure la direction pendant à peine plus d'un an, avant de le revendre en novembre 1897. Henri Gervais l'achète pour le compte de Georges Grilhé, qui devient ainsi le nouveau directeur du quotidien.
Le 24 septembre 1900, Hypolite Hostein meurt à son domicile du no 2 du boulevard Émile-Augier. Il est inhumé au cimetière du Père-Lachaise (79e division),.